# 군서면 (영암군)
군서면(郡西面)은 대한민국 전라남도 영암군의 면이다. 넓이는 44.7km2이고, 인구는 2021년 1월 1일을 기준으로 1,832세대 3,200명이다.

## 행정 구역
- 도갑리
- 도장리
- 동구림리
- 동호리
- 마산리
- 모정리
- 서구림리
- 성양리
- 양장리
- 월곡리
- 해창리

## 교육
- 영암구림초등학교 (동구림리)
  - 군서중앙분교 (폐교) : 군서면 군서공단로 11 (월곡리)
- 군서북초등학교 (폐교) : 군서면 온천로 180 (해창리)
- 군서남초등학교 (폐교) : 군서면 영산로 2293 (모정리)
- 영암구림중학교 (동구림리)
- 구림공업고등학교 (동구림리)